# カルテックス

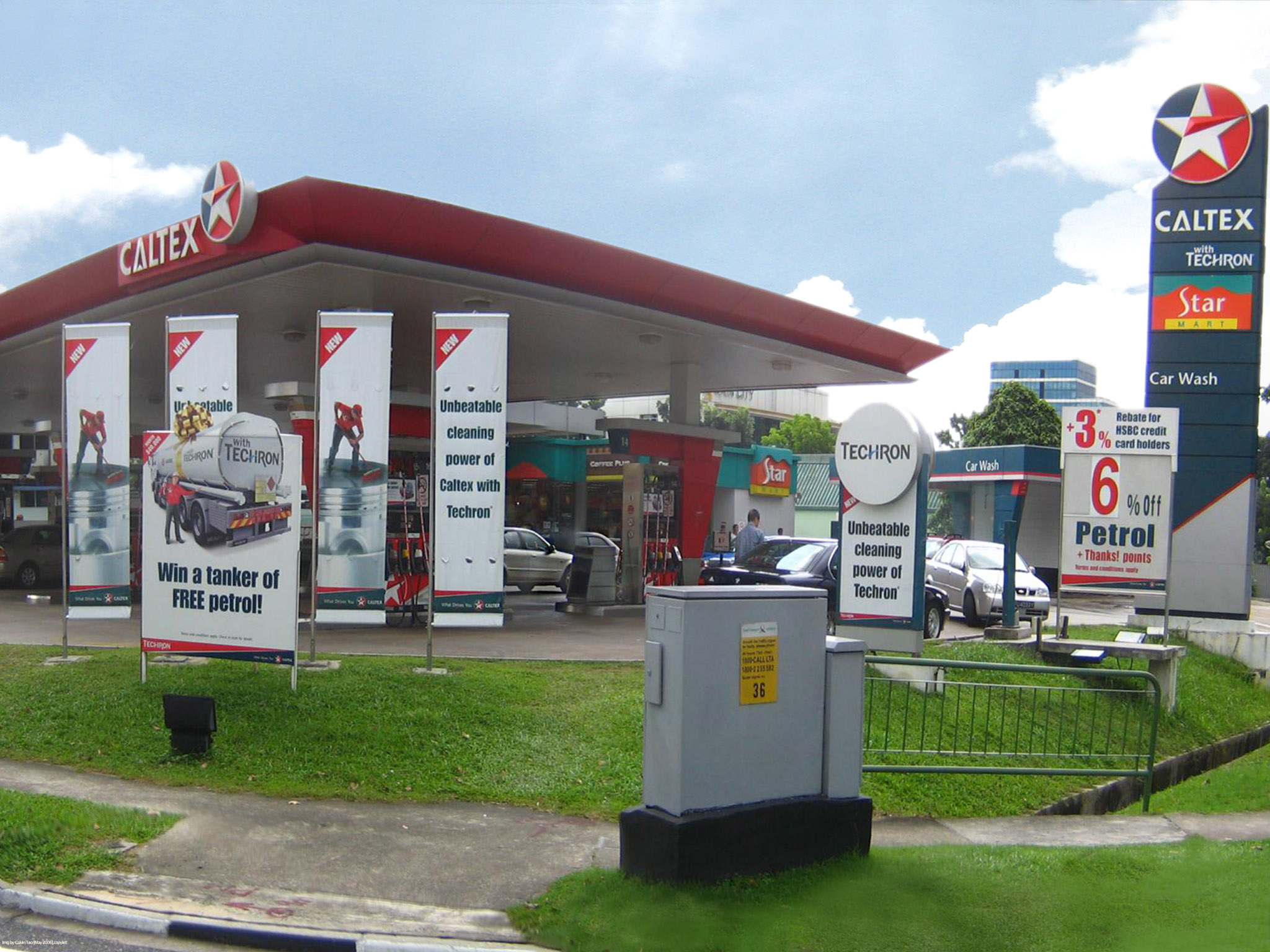
シンガポールにあるカルテックスのSS

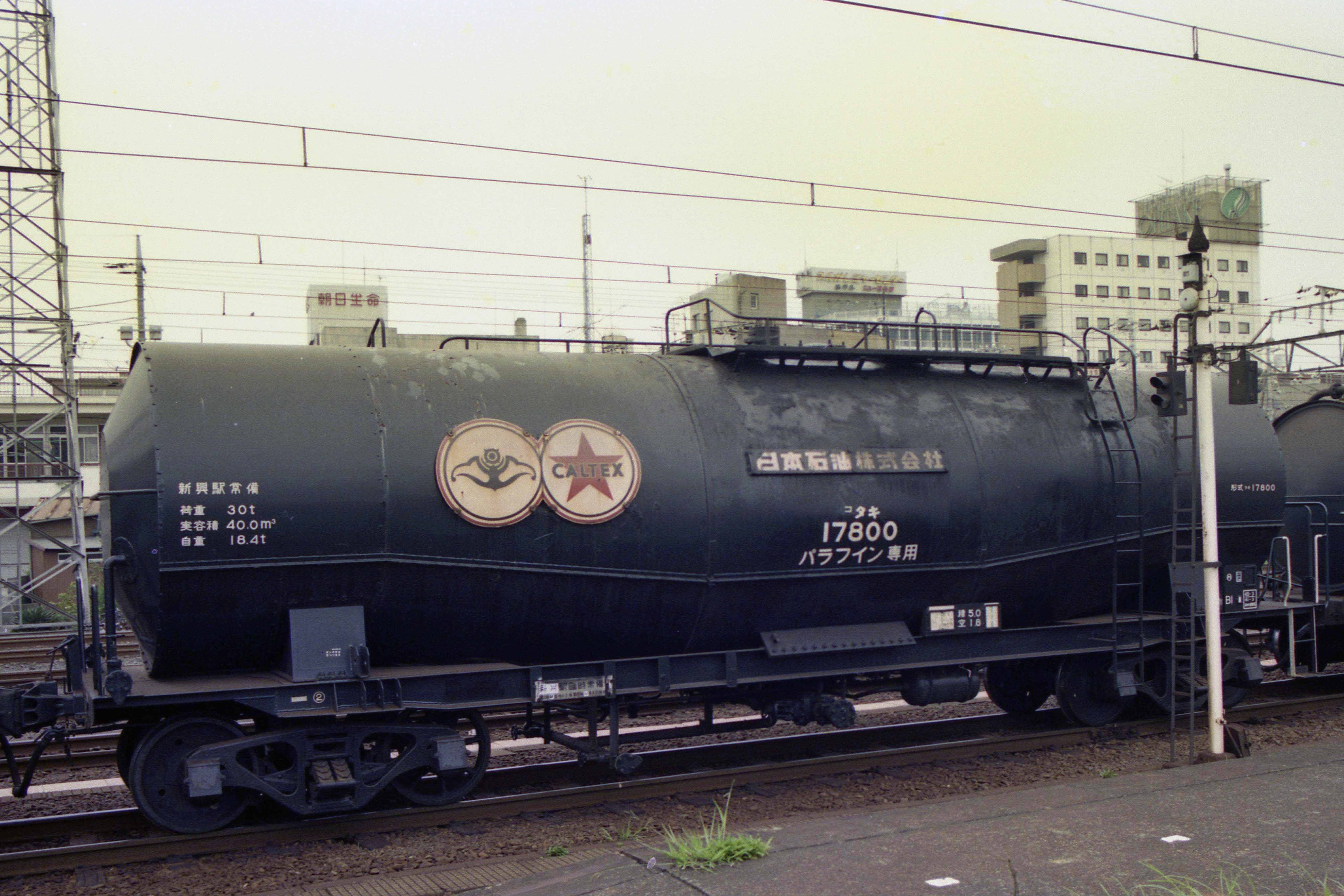
カルテックスロゴの入った日石のタンク車（タキ17000形）

カルテックス（Caltex）は、シェブロンが展開する石油ブランドである。現在はアジア太平洋、中東、南部アフリカを中心に60カ国で展開されている。

## 概要
1936年にスタンダード・オイル・オブ・カリフォルニアとテキサコの合弁で設立。2005年に現在のシェブロンに変更されてからは国際石油ブランドのひとつとして成長している。　